# Bách tán
Bách tán, Tùng bách tán, Tùng tầng, Thông Norfolk, Vương tùng (đôi khi dùng để chỉ một loài khác là Araucaria columnaris). Danh pháp khoa học: Araucaria heterophylla là một loài thực vật hạt trần trong họ Bách tán. Loài này được Salisb. Franco mô tả khoa học đầu tiên năm 1952. Đây là một loại cây đặc hữu của đảo Norfolk, Úc.

## Mô tả
Bách tán thuộc loại cây gỗ thường xanh, có chiều cao trên 60 m, đường kính thân 200 cm. Thân cây có các vòng thật và giả được hình thành qua từng năm. Cành mọc vòng nằm ngang sáu cái một chồng lên nhau, càng lên cao cành càng ngắn dần tạo thành tán lá hình tháp, đây là nguồn gốc tên gọi bách tán.
Lá cây hình mác được xếp sít nhau theo dạng xoắn ốc. Nón cái có hình bầu dục bao gồm nhiều vảy hạt, trong mỗi vảy có một noãn phát triển thành hạt lớn. Nón khi chín đạt kích thước đến 30 cm.
Cây được trồng bằng hạt hoặc bằng phương pháp giâm cành, sinh trưởng tương đối nhanh chóng.